# لورن گرگ
لورن گرگ (انگلیسی: Lauren Gregg؛ زادهٔ ۲۰ ژوئیهٔ ۱۹۶۰) بازیکن فوتبال اهل ایالات متحده آمریکا است.
از باشگاه‌هایی که در آن بازی کرده‌است می‌توان به اشاره کرد.
وی همچنین در تیم ملی فوتبال زنان ایالات متحده آمریکا بازی کرده‌است.